# Sans raison aucune

Sans raison aucune (Ein Jahr nach morgen) est un téléfilm allemand réalisé par Aelrun Goette et diffusé en 2012.

## Fiche technique
- Titre original : Ein Jahr nach morgen
- Réalisation : Aelrun Goette
- Scénario : Aelrun Goette
- Photographie : Sonja Rom
- Musique : Annette Focks
- Pays d'origine :  Allemagne
- Langue : allemand
- Durée : 88 minutes
- Date de diffusion :  France : 21 septembre 2012 sur Arte

## Distribution
- Gloria Endres de Oliveira (VF : Cécile Marmorat) : Luca Reich
- Jannis Niewöhner (VF : Jonathan Amram) : Julius Hofer
- Margarita Broich (VF : Ariane Deviègue) : Katharina Reich
- Rainer Bock (VF : Vincent Violette) : Jürgen Reich
- Isolda Dychauk (VF : Laurence Sacquet) : Nadine Nagel
- Christian Ahlers : Sachverständiger
- Tom Lass : John Boy
- Peter Benedict (VF : Didier Cherbuy) : Lehrert
- Matthias Bundschuh (VF : Sébastien Desjours) : Klaus Nagel
- Ben Unterkofler (VF : Yoann Sover) : Romeo
- Michael Rotschopf (VF : Guillaume Lebon) : Staatsanwalt
- Hans-Jochen Wagner (VF : Jérôme Rebbot) : Anwalt
- Peter Kurth : Berthold Kran

Sources et légende : Version française selon le carton de doublage.